# Fear the Walking Dead (7.ª temporada)
A sétima temporada de Fear the Walking Dead, uma série de televisão dramática pós-apocalíptica de terror produzida pela AMC, estreou nos Estados Unidos em 17 de outubro de 2021 e terminou em 5 de junho de 2022, consistindo em 16 episódios. A série é derivada de The Walking Dead, que é baseada na série de quadrinhos de mesmo nome de Robert Kirkman, Tony Moore e Charlie Adlard. Os produtores executivos são Kirkman, David Alpert, Greg Nicotero, Gale Anne Hurd, Scott M. Gimple, Andrew Chambliss e Ian B. Goldberg, com Chambliss e Goldberg como showrunners pela quarta temporada consecutiva.
A temporada segue o grupo de Morgan espalhado pela paisagem do Texas enquanto tentam sobreviver à cinza nuclear provocada por Teddy (John Glover) e seus seguidores. Enquanto isso, Morgan Jones (Lennie James) e Victor Strand (Colman Domingo) entram em conflito por causa de suas filosofias.

## Elenco e personagens
A sétima temporada contou com treze atores recebendo status de faturamento do elenco principal, com todos eles retornando da sexta temporada. Esta foi a primeira temporada a não incluir Maggie Grace, Garret Dillahunt e Zoe Colletti, que foram creditados como membros do elenco principal nas temporadas anteriores; no entanto, Grace aparece em um papel de convidada.

### Elenco principal
- Lennie James como Morgan Jones: Um homem mentalmente instável e implacavelmente pragmático, que já fez parte do grupo de Rick Grimes em The Walking Dead. Ele está atualmente em um relacionamento com Grace e o pai adotivo da filha de Isaac e Rachel, Morgan.
- Alycia Debnam-Carey como Alicia Clark: A filha fogosa, mas compassiva de Madison e irmã de Nick. Ela é atualmente a líder de um grupo de sobreviventes que vivem embaixo do bunker do Franklin Hotel, onde foi presa por Teddy na temporada anterior.
- Colman Domingo como Victor Strand: Um vigarista inteligente e sofisticado que se tornou empresário, que fez amizade com Nick, Madison e Alicia. Ele é atualmente o líder totalitário de uma nova zona segura próspera, a Torre.
- Danay García como Luciana Galvez: Uma ex-membro forte e cautelosa da comunidade La Colonia em Tijuana, México. Ela estava entre os sobreviventes que foram salvos por Althea e Isabelle da explosão nuclear.
- Austin Amelio como Dwight: Um ex-tenente reformado dos Salvadores, que foi exilado da Virgínia pelo grupo de Rick Grimes em The Walking Dead. Ele finalmente se reuniu com sua esposa Sherry e agora é um membro dos bandidos éticos conhecidos como Cavalos Negros.
- Mo Collins como Sarah Rabinowitz: A irmã adotiva de Wendell e uma ex-fuzileira naval. Ela estava entre os sobreviventes que foram salvos por Althea e Isabelle da explosão nuclear.
- Alexa Nisenson como Charlie: Uma jovem que era espiã dos Abutres. Ela estava entre os sobreviventes que foram salvos por Althea e Isabelle da explosão nuclear.
- Karen David como Grace Mukherjee: Uma mulher misteriosa que trabalhava em uma usina nuclear que derreteu perto do local onde o avião do grupo de Morgan caiu. Ela está atualmente em um relacionamento com Morgan Jones e a mãe adotiva da filha de Isaac e Rachel, Morgan.
- Christine Evangelista como Sherry: Esposa de Dwight que fugiu para o Texas depois de escapar dos Salvadores. Ela finalmente se reuniu com seu marido e agora também é um membro dos bandidos éticos conhecidos como Cavalos Negros.
- Colby Hollman como Wes: Um pintor niilista que se alia ao grupo de Morgan. Ele estava entre os sobreviventes salvos por Althea e Isabelle da explosão nuclear.
- Jenna Elfman como June Dorie: Uma enfermeira gentil que era casada com John. Ela está atualmente se escondendo da explosão nuclear e morando no bunker de Teddy com seu sogro, John Dorie Sr.
- Keith Carradine como John Dorie Sr.: O pai de John, que também era policial antes do apocalipse. Ele está atualmente se escondendo da explosão nuclear e morando no bunker de Teddy com sua nora, June.
- Rubén Blades como Daniel Salazar: Um corajoso e prático ex-membro da Sombra Negra que formou um vínculo paternal com Charlie. Ele estava entre os sobreviventes salvos por Althea e Isabelle da explosão nuclear.

### Elenco de apoio
- Omid Abtahi como Howard: Um ex-professor de história que Strand conheceu quando estava se escondendo da explosão nuclear. Ele é atualmente o braço direito de Strands e vice-líder de uma nova comunidade próspera, a Torre.[3]
- Demetrius Grosse como Josiah LaRoux: O irmão gêmeo de Emile que busca vingança contra Morgan Jones por matar seu irmão na temporada anterior.
- Maggie Grace como Althea "Al" Szewczyk-Przygocki: Uma jornalista curiosa e tática que salvou a maioria dos membros do grupo de Morgan da explosão nuclear com a ajuda de sua amante, Isabelle.
- Daryl Mitchell como Wendell: O irmão adotivo de Sarah, que usa uma cadeira de rodas.[4]
- Peter Jacobson como Jacob Kessner: Um rabino que se junta ao grupo de Morgan.
- Spenser Granese como Arnold: O líder dos Stalkers que era um ex-membro do culto apocalíptico de Teddy.

### Elenco convidado
- Gus Halper como Will: O ex-assessor de um senador democrático que morava embaixo do bunker do Franklin Hotel, onde conheceu Alicia.[3]
- Derek Richardson como Fred: Um sobrevivente delirante que sofre da doença causada pela radiação.
- Maren Lord como Bea: A esposa de Fred, que também sofre da doença causada pela radiação.
- Aisha Tyler como Mickey: Uma ex-lutadora profissional que une forças com os Cavalos Negros após a morte de seu marido, Cliff.[5]
- Sydney Lemmon como Isabelle: Uma ex-piloto do CRM com quem Al se tornou amiga e que mais tarde resgatou vários amigos de Morgan da destruição nuclear que se aproximava.[3]
- Warren Snipe como Paul: Um músico surdo que encontra Alicia.
- Kim Dickens como Madison Clark: Uma conselheira de orientação inteligente e dominadora do ensino médio e mãe de Nick e Alicia, que se presume estar morta na quarta temporada.[6]
- Lyndon Smith como Ava Sanderson: Uma sobrevivente endurecida da Louisiana cuja filha foi sequestrada por uma organização misteriosa.

## Episódios
| N.º na série | N.º na temp. | Título                                          | Dirigido por          | Escrito por                                   | Exibição original      | Audiência (milhões) |
| --- | ------------ | ----------------------------------------------- | --------------------- | --------------------------------------------- | ---------------------- | ------------------- |
| 86 | 1            | "The Beacon" "(O Farol)" (BR)                   | Michael E. Satrazemis | Ian Goldberg & Andrew Chambliss               | 17 de outubro de 2021  | 1.09                |
| Will, um jovem amedrontado, é salvo pelos capangas de Strand e levado em direção a nova base construída pelas ordens de Victor. Will é apresentado a Strand. Em um momento de descuido, o jovem revela que conhecia Alicia. Há um grande confronto com um grupo conhecido por Stalkers. Will é ferido em sua perna durante os ataques e entrega todas as informações que possui sobre Alicia para Strand, que o abandona para seguir adiante. Por mais que estivesse ferido, Will conseguiu alcançar Strand, confessando que o estava testando, afinal, sua equipe havia sido dizimada a mando de Teddy, restando apenas ele e Alicia. A caminho do Franklin Hotel, os dois quase morreram, mas se ajudaram para que conseguissem sobreviver. Will e Strand conseguem subir em um farol, acendendo a luz e atraindo cada vez mais zumbis. Eles eventualmente matam os zumbis em busca de uma Alicia possivelmente zumbificada, que eles não encontram. E entram no bunker (no qual eles encontram um bilhete para Will com a palavra 'PADRE' rabiscado atrás dele.) E então eles pegam o farol, levando-o de volta para a base de Strand. E ao montar, Strand revela que é para manter Alicia longe, e Will diz que fará o oposto, ao que Strand o joga para fora do prédio, alegando que Alicia não vai querer mais nada com ele depois disso. |              |                                                 |                       |                                               |                        |                     |
| 87 | 2            | "Six Hours" "(Seis Horas)" (BR)                 | Michael E. Satrazemis | Andrew Chambliss & Ian Goldberg               | 24 de outubro de 2021  | 0.96                |
| Morgan, Grace e o bebê Mo moram no USS Pennsylvania desde que as bombas explodiram, mas são confrontados com a falta de suprimentos enquanto Grace permanece deprimida e distante do bebê. Sem outra escolha, Morgan convence Grace a se juntar a ele em um carro modificado para procurar suprimentos, embora eles tenham apenas uma janela de seis horas na qual podem estar seguros. Enquanto eles viajam pela devastação, Grace fica ainda mais deprimida ao ver que a situação é ainda pior do que ela pensava. Ao passar por uma cidade, Morgan e Grace encontram um bloqueio na estrada e encontram dois sobreviventes com doenças terminais, Fred e Bea, enquanto uma horda e um misterioso terceiro sobrevivente ataca. Morgan lida com a horda e afasta o homem, mas Grace é forçada a matar Fred quando ele tenta sufocar Mo; o incidente faz com que Grace finalmente tenha um vínculo com o bebê. Depois que Morgan mata a filha zumbificada de Bea, Emma, Bea opta por ficar para trás e morrer com sua família, embora ela conte a eles sobre o misterioso "Padre" e onde Bea e Fred pensam que ele pode estar. Sem mais tempo para continuar sua jornada, Morgan e Grace retornam ao submarino, onde encontram Howard e vários dos homens de Strand que estão invadindo por suprimentos e Howard revela as ações de Strand, mas Grace recusa uma oferta para se juntar a ele. Morgan e Grace acabam encontrando leite em pó suficiente para durar meses escondidos no chão do submarino e testemunham Mo rastejando. Ao mesmo tempo, revela-se que o misterioso atacante é Josiah LaRoux, o irmão gêmeo idêntico de Emile LaRoux, o caçador de recompensas que Morgan havia matado meses antes. De posse da cabeça reanimada de seu irmão, Josiah promete que se vingará de Morgan pela morte de Emile.                                         |              |                                                 |                       |                                               |                        |                     |
| 88 | 3            | "Cindy Hawkins"                                 | Ron Underwood         | Nick Bernardone & Jacob Pinion                | 31 de outubro de 2021  | 0.87                |
| Ao longo de alguns meses, John Sr. e June estabelecem uma rotina enquanto esperam o ano que June determinou que é o tempo que eles devem esperar antes que seja seguro sair do bunker. No entanto, o bunker torna-se cada vez mais instável com o tempo, com o colapso de uma parede destruindo seu suprimento de bebida alcoólica e revelando uma sala secreta onde Teddy havia matado e embalsamado suas vítimas na década de 1970. John entra em abstinência alcoólica e tem alucinações como resultado da última vítima de Teddy, Cindy Hawkins, cujo corpo John nunca foi capaz de encontrar. As alucinações de John e a culpa por seus fracassos o levam a procurar por pistas sobre a localização do corpo dela, sem se importar com qualquer outra coisa. Em um ponto, John emerge do bunker devido a Cindy chamando por ele e, após matar Dakota zumbificada, ele encontra três do misterioso grupo conhecido como Stalkers observando-o. Os Stalkers exigem que John e June se rendam, enquanto John percebe que June mentiu o tempo todo sobre quanto tempo eles devem esperar, com medo de enfrentar o mundo exterior sem seu marido. Abandonando brevemente June para procurar o corpo de Cindy, John finalmente consegue escapar a tempo de matar os Stalkers e salvar June. Os dois posteriormente descobrem o corpo de Cindy enterrado nas paredes do bunker por acidente, trazendo paz a John. O bunker desaba, mas os dois são resgatados pelos homens de Strand e levados para a Torre. Quando Morgan chega ao bunker em busca de seus amigos, Strand o contata pelo rádio, revelando que pretende construir o tipo de mundo que Morgan não poderia, e que Morgan o encoraja a fazer. No entanto, Morgan ameaça matar seu ex-amigo se Strand machucar qualquer pessoa com quem ele se preocupa, mas Strand não se preocupa com suas ameaças. |              |                                                 |                       |                                               |                        |                     |
| 89 | 4            | "Breathe with Me" "(Respire Comigo)" (BR)       | Tara Nicole Weyr      | Nazrin Choudhury & David Johnson              | 7 de novembro de 2021  | 0.73                |
| Vivendo em um antigo forte com o resto do grupo de Morgan após o resgate de Isabelle, Sarah começa uma busca obsessiva por seu irmão desaparecido Wendell, que está fora de contato desde a destruição nuclear. Sarah faz contato com Morgan pouco antes de encontrar Josiah, que oferece a ela sua ajuda para encontrar Wendell se ela o ajudar a se vingar de Morgan pela de seu irmão gêmeo idêntico Emile. Sarah relutantemente aceita o acordo e ela, Josiah e Rufus encontram a cadeira de rodas quebrada de Wendell nas mãos de Sage, um dos Stalkers que tem coletado zumbis e os dispersado pela área. Em um momento de tristeza, Sarah faz o SUV de Josiah sair da estrada e bater perto de uma ogiva nuclear rachada que não detonou. Enquanto os caminhantes os cercam, Josiah incentiva Sarah a não desistir de Wendell e compartilha um pouco de seu passado com ela, criando um vínculo com Sarah. Com a ajuda de Morgan, Sarah e Josiah eliminam o rebanho, mas Josiah tenta matar Morgan e se vingar. A luta termina quando Rufus é mordido enquanto defendia Josiah de Emile, antes que Sarah finalmente destruísse a cabeça reanimada de Emile. Josiah, chorando, é forçado a sacrificar Rufus e, tendo se revelado um bom homem, se reconcilia com Morgan ao invés de continuar em busca de vingança. Morgan e Josiah conduzem Sarah para a Torre onde Strand revela que ele está com Wendell, mas ele se recusa a deixar Sarah entrar para vê-lo. Depois de fazer Strand prometer não contar a Wendell que ela estava lá, Sarah e Morgan se separam de Josiah e Morgan promete a Sarah que eles vão ter todos os seus amigos de volta. Ao mesmo tempo, Sage recupera a ogiva aberta rachada e a leva para o resto dos Stalkers. |              |                                                 |                       |                                               |                        |                     |
| 90 | 5            | "Till Death" "(Até a Morte)" (BR)               | Lennie James          | Justin Boyd & Ashley Cardiff                  | 14 de novembro de 2021 | 0.93                |
| Dwight e Sherry tornaram-se uma equipe de "foras da lei éticos" conhecidos como Cavalos Negros, protegendo os necessitados e procurando o misterioso Padre. No entanto, seus amigos, a família Larson, estão relutantes em esperar muito mais devido ao esgotamento dos suprimentos. Dwight e Sherry são capturados pelas forças de Strand e levados para a Torre, onde Strand tenta pedir sua ajuda para encontrar Mickey, uma mulher que conseguiu escapar de seu fosso de caminhantes em busca de seu marido desaparecido, Cliff; os dois recusam a oferta, comparando Strand e a Torre a Negan e o Santuário. No entanto, os dois rastreiam Mickey e oferecem sua ajuda, apenas para descobrir que os Larsons foram assassinados, fazendo com que Dwight decida aceitar a oferta de Strand para se juntar a ele enquanto Sherry segue com Mickey para encontrar Cliff. Encontrando Eli, um criminoso contra quem ele e Sherry já haviam lutado, Dwight descobre que Strand contratou Eli para assassinar os Larsons e, enfurecido por suas ações, Dwight deixa Eli para ser devorado por uma horda. Sherry e Mickey encontram a academia de Mickey cercada por zumbis e, lutando contra o rebanho, os dois encontram Cliff reanimado e o matam. Reencontrado por Dwight, o grupo luta contra a horda no ringue de luta livre do ginásio e o elimina usando uma combinação de armas improvisadas e movimentos de luta livre. Depois disso, Mickey se junta aos Cavalos Negros que respondem a um pedido de socorro, apenas para ser emboscado pelos Stalkers. Cientes da reputação dos Cavalos Negros, os Stalkers pedem sua ajuda para encontrar o Padre. |              |                                                 |                       |                                               |                        |                     |
| 91 | 6            | "Reclamation" "(Recuperação)" (BR)              | Bille Woodruff        | Alex Delyle & Calaya Michelle Stallworth      | 21 de novembro de 2021 | 0.88                |
| Depois de enviar os outros para o Pennsylvania, Al retorna para sua van da SWAT sozinha, matando Riley reanimado nas proximidades e com a intenção de retomar sua jornada solo obtendo as histórias das pessoas. Tendo deduzido o plano de Al, Morgan chega à van da SWAT bem a tempo de testemunhar a chegada de uma equipe de recuperação do CRM que está atrás da ex-namorada de Al, Isabelle, que tinha sumido para resgatar os amigos de Morgan quando as bombas nucleares explodiram. Apesar das tentativas de Al de alertar Morgan e Grace, eles insistem em ajudá-la enquanto Morgan pressiona sua amiga para ir atrás de Isabelle. Al engana Morgan e Grace para que usem o combustível do helicóptero do CRM para reabastecer a van da SWAT enquanto ela atrai a Equipe de Recuperação para o Forte San Vicente, onde arma um velho canhão para matá-los. Os soldados do CRM capturam Morgan e Grace e forçam Al a admitir que Isabelle está na cabine de seu antigo co-piloto, Beckett, nas montanhas. Morgan e Grace escapam e lideram a equipe de recuperação até o forte, onde trabalham juntos para matá-los. Ao saber que o resto do CRM descobriu para onde Isabelle está indo, Al dá a Morgan uma entrevista própria pela primeira vez e depois parte no helicóptero do CRM. Na cabana, Al diz a Isabelle que ela está pronta para encontrar uma nova vida junto com ela, embora isso signifique que elas estarão constantemente fugindo do CRM e as duas mulheres se abraçam. |              |                                                 |                       |                                               |                        |                     |
| 92 | 7            | "The Portrait" "(O Retrato)" (BR)               | Heather Cappiello     | Nick Bernardone                               | 28 de novembro de 2021 | 0.94                |
| Enquanto Strand manda um artista pintar um retrato dele, ele atende chamadas de uma cabine telefônica do lado de fora, decidindo quais pessoas ele quer em sua comunidade. Morgan pede para deixar June tratar Mo, Strand concorda em troca de um favor. Um grupo chamado Stalkers ameaça libertar os zumbis explosivos recheados com pedaços de uma ogiva nuclear vazando se eles não receberem asilo. Morgan oferece sua ajuda. Strand diz a Morgan que quer encontrar Alicia, Morgan diz a ele que ele precisa fazer da Torre um lugar onde Alicia gostaria de morar. Eles concordam em trabalhar juntos para encontrá-la. Grace informa a Strand que alguns dos walkers que estão cobertos com material da ogiva se soltaram e estão fora do prédio. Morgan mais tarde se depara com outro grupo, revelado como Dwight, Sherry e alguns membros dos Stalkers. Morgan é levado ao acampamento e conhece sua líder, que se revela ser Alicia. Ela diz a ele que as pessoas que atacaram a Torre não fazem mais parte de seu grupo e ela precisa de sua ajuda. Os zumbis chegam, Morgan percebe que eles estão cobertos com material radioativo e diz para eles não atirarem. Eles o ignoram e atiram, liberando o gás radioativo. |              |                                                 |                       |                                               |                        |                     |
| 93 | 8            | "PADRE"                                         | Michael E. Satrazemis | Ian Goldberg & Andrew Chambliss               | 5 de dezembro de 2021  | 0.84                |
| Em flashbacks, depois de ser trancada no bunker por Teddy, Alicia relutantemente se torna a líder dos cultistas, e ela encontra Will, que ajuda Alicia a encontrar uma saída. Alicia fica sabendo de PADRE, um local secreto do governo que supostamente tem os recursos para reconstruir o mundo, mas que apenas o senador Elias Vazquez sabe a localização. Ao tentar escapar do bunker, Alicia é mordida no braço pelo senador e amputa seu braço; Will parte logo em seguida, sentindo que está causando mais mal do que bem a Alicia por ficar com ela. Nos dias atuais, fugindo do ataque dos Stalkers a seu povo, Alicia alista a ajuda de Morgan para seguir o senador até o PADRE. Cobrindo-se com tripas de walker para proteção, os dois vagam com Vazquez, evitando as forças de Strand. Alicia eventualmente revela a Morgan que ela não amputou seu braço a tempo e Alicia está convencida de que agora é apenas uma questão de tempo antes que a mordida a mate e ela se transforme também. A busca termina quando Vazquez segue o farol de Strand até a Torre e ele se perde no fosso dos errantes. Alicia considera aceitar a oferta de Strand para receber seu povo, apenas para encontrar Will nas proximidades. Depois de saber que foi Strand quem matou Will, a furiosa Alicia declara guerra a Strand e suas forças. |              |                                                 |                       |                                               |                        |                     |
| 94 | 9            | "Follow Me" "(Siga-me)" (BR)                    | Heather Cappiello     | Andrew Chambliss & Ian Goldberg               | 17 de abril de 2022    | 0.84                |
| Uma Alicia inconsciente é encontrada por Paul, um músico surdo que cuida dela. Alicia revela que, depois de deixar o bunker, sua busca por PADRE levou à morte de várias pessoas, deixando-a cheia de culpa e Arno em busca de vingança, pois ele a culpa por suas perdas. Alicia é impulsionada por um sonho repetido de Vazquez dizendo a ela para segui-lo até PADRE, mas Paul sugere que Vazquez é simplesmente uma manifestação do próprio subconsciente de Alicia dizendo a ela para seguir seu próprio caminho. Ao recuperar um aparelho de som substituto para Paul, Alicia é capturada por Arno, que tenta alimentar Alicia para algumas das pessoas reanimadas que ela perdeu. No entanto, Alicia é salva por Paul e os dois armam uma armadilha para Arno, atraindo-o para a casa de Paul e usando o aparelho de som para atrair um rebanho para lidar com os Stalkers. A maioria das forças de Arno são mortas enquanto Paul se sacrifica para permitir que Alicia escape. Depois de retornar ao Pennsylvania, Alicia decide usar o transmissor do bunker para reunir um exército para lutar contra Strand usando a promessa da segurança que a Torre fornecerá. Enquanto isso, Arno e Sage encontram uma cratera cheia de milhares de zumbis que ameaçam todos se escaparem, renovando a determinação de Arno de tomar a Torre para os Stalkers. |              |                                                 |                       |                                               |                        |                     |
| 95 | 10           | "Mourning Cloak" "(Manto-de-Luto)" (BR)         | Lennie James          | Nazrin Choudhury & Calaya Michelle Stallworth | 24 de abril de 2022    | 0.79                |
| Charlie é capturada por Ali, um jovem Ranger em treinamento, e levada para a Torre de Strand, onde ela afirma estar tentando desertar. Com a Torre precisando de uma parte do elevador de um prédio radioativo, Howard se oferece para levar Charlie se ela puder usar seus talentos únicos para recuperar a parte para eles enquanto ordena secretamente que Ali descubra as verdadeiras intenções de Charlie. Charlie e Ali, ambos adolescentes que perderam muito em suas vidas devido ao fim do mundo, começam a se apaixonar e Charlie eventualmente admite que ela foi enviada por Morgan para se infiltrar na Torre, mas ela realmente quer fugir completamente do conflito para finalmente ter a chance de uma vida normal que ela estava perdendo. Durante a missão, Ali é atacado por um grupo de Stalkers tentando descobrir por que Strand está interessado na cratera cheia de zumbis, mas ele os engana para serem devorados por zumbis. Depois de conseguir o papel, Ali inicialmente planeja deixar Charlie antes de mudar de ideia e decidir fugir com ela. No entanto, Charlie é diagnosticada com doença de radiação terminal de sua missão; depois que a traição de Ali é descoberta, Howard o joga para fora da Torre, colocando Howard em desacordo com uma furiosa June que começa a conspirar para derrubar Strand por qualquer meio necessário, enquanto John planeja ganhar a confiança de Strand para ser a voz da razão de Strand. |              |                                                 |                       |                                               |                        |                     |
| 96 | 11           | "Ofelia" "(Ofélia)" (BR)                        | Alycia Debnam-Carey   | Alex Delyle & David Johnson                   | 1 de maio de 2022      | 0.74                |
| Enquanto os outros perseguem o esconderijo de armas descoberto por Dwight, Daniel se afasta, perseguido por Luciana e Wes, convencido de que Ofelia ainda está viva e enviando-lhe uma mensagem da Abigail. Os três são capturados pelos Stalkers que tentam extrair deles a localização do esconderijo de armas, sugerindo a existência de um perigo maior e Luciana tenta fazer com que Daniel aceite a realidade de que Ofelia está morta há muito tempo. Depois de enviar metade dos Stalkers em uma perseguição, Daniel domina Sage, que é forçado a admitir que os Stalkers nunca tiveram Ofelia, fazendo com que Daniel o mate em vingança. Furioso, Daniel coloca Arno em um poço cheio de zumbis antes que Luciana e Wes possam detê-lo. Ao morrer, Arno revela a existência da cratera cheia de walkers radioativos e os avisa que alguém está deixando os zumbis saírem. Luciana consegue convencer os Stalkers sobreviventes a se juntarem ao grupo de Morgan em sua luta contra Strand e mente para Daniel que Ofelia está na Torre, pois sabe que eles precisarão da ajuda de Daniel contra Strand. Desapontado com as ações de Luciana, Wes deixa o grupo e aparentemente trai seus planos para Strand. |              |                                                 |                       |                                               |                        |                     |
| 97 | 12           | "Sonny Boy" "(Filhinho)" (BR)                   | Ron Underwood         | Justin Boyd & Jacob Pinion                    | 8 de maio de 2022      | 0.72                |
| Quando um paranóico Strand começa uma busca por traidores em sua Torre, um rádio é encontrado entre os pertences de Howard e o bebê Mo desaparece, fazendo com que Strand suspeite que Howard é um traidor. Em particular, Howard revela a John que ele é tão leal a Strand porque sua família o deixou antes do apocalipse e Howard espera que eles encontrem a Torre algum dia. John deduz que June sequestrou Mo e está tentando levá-la pelos túneis até Morgan. Enquanto John está tentando detê-la, uma tempestade lava vários walkers, prendendo os dois e John revela que ele também teve uma doença radioativa terminal ao resgatar Charlie; John vê garantir o futuro da Torre e de Mo como seu legado. Strand resgata John e June e John confessa ter plantado o rádio em Howard para que ele pudesse se tornar o novo parceiro de Strand. Impassível, Strand força John a jogar Howard do telhado da Torre para sua morte antes de revelar que a família de Howard já estava morta há meses que Strand havia escondido dele. Percebendo que Strand está além da razão, John veste uma armadura improvisada da coleção de artefatos de Howard e carrega Mo pelo fosso dos errantes até Morgan. No entanto, John é mordido no processo e com o rebanho se aproximando, ele escolhe se sacrificar para ganhar tempo de Morgan para escapar. Strand ameaça matar June e Grace se Morgan pisar na Torre e transmitir um convite para todos os outros. Com Howard e John mortos, Strand assume Wes como seu novo parceiro. |              |                                                 |                       |                                               |                        |                     |
| 98 | 13           | "The Raft" "(A Jangada)" (BR)                   | Gary Rake             | Nazrin Choudhury & Nick Bernardone            | 15 de maio de 2022     | 0.74                |
| Dwight e Sherry resgatam uma mulher chamada Maya dos walkers e Dwight a envia para a Torre, apesar da escalada da guerra com Strand; Sherry expressa medo de que Dwight aceite o acordo de Strand para protegê-la e se tornar o homem que costumava ser enquanto servia com Negan e os Salvadores. Tendo escapado com a bebê Mo, Morgan atrai o fosso de Strand para longe, deixando a Torre vulnerável até o anoitecer. Morgan é acompanhado por Alicia, que admite ter medo de não ser capaz de matar Strand quando chegar a hora. Levando o rebanho para a cratera, os dois descobrem que ela está quase vazia, alguém baixou uma rampa para que os zumbis radioativos pudessem escapar. Tendo tomado Mo de Morgan, Dwight e Sherry são perseguidos por Wes e vários Rangers de Strand em busca da bebê. Os dois escapam para o bunker onde o culto sobreviveu às explosões nucleares, decidindo usá-lo para conter o rebanho enquanto escapam pelos canos de drenagem. Presa por um colapso no teto, Sherry revela que está grávida antes de usar a arma branca recuperada de Alicia para desenterrá-los, reunindo-se com Morgan e Alicia, que acabou de derrubar o senador Vazquez depois de encontrá-lo nas proximidades. Com o Pennsylvania tendo que ser abandonado para sempre devido a um vazamento de radiação, Alicia se prepara para liderar todos em um ataque contra a Torre enquanto Morgan parte com Mo no bote salva-vidas de emergência do submarino em um esforço para encontrar um lar mais seguro para ela. |              |                                                 |                       |                                               |                        |                     |
| 99 | 14           | "Divine Providence" "(Providência Divina)" (BR) | Edward Ornelas        | Alex Delyle & David Johnson                   | 22 de maio de 2022     | 0.66                |
| Depois que Alicia chega à Torre com seu exército, Strand a convida, acompanhada por Daniel, a entrar sob o pretexto de discutir os termos de paz. No entanto, Strand revela que seus homens estão levando os zumbis radioativos da cratera para a Torre para lidar com os amigos de Alicia enquanto ele a mantém prisioneira até que Alicia chegue ao seu modo de pensar. Libertando-se, Alicia tem um breve impasse com Strand que, depois de saber que Alicia não tem muito tempo de vida, concorda em desistir de seu plano se Alicia passar o tempo que resta com ele. No entanto, essa mudança de coração faz com que Wes e os Rangers se amotinem, com a intenção de matar Strand, Alicia e todos os outros para proteger sua casa. Strand e Alicia contam com a ajuda de Daniel para chegar ao telhado e desligar o farol enquanto Daniel tenta encontrar Ofelia com base nas mentiras de Luciana para ele. Strand traz Daniel para a Charlie com quem ele se preocupa e, junto com Alicia, finalmente tira Daniel de seus delírios, convencendo Daniel a cuidar de Charlie pelo pouco tempo que ela resta. Strand e Alicia são capturados por Wes, mas Daniel os salva e Strand, para grande raiva e choque de Alicia, mata Wes apesar de suas tentativas de acalmá-lo. Enquanto todos entram na Torre perseguidos pelo rebanho, Strand trai Alicia, percebendo que ela nunca o perdoaria. Alicia domina Strand e transmite uma mensagem chamando outros sobreviventes para a Torre, mas a luta acidentalmente incendeia a Torre quando Alicia desmaia. |              |                                                 |                       |                                               |                        |                     |
| 100 | 15           | "Amina"                                         | Michael E. Satrazemis | Ian Goldberg & Andrew Chambliss               | 29 de maio de 2022     | 0.60                |
| Alicia acorda e se encontra em uma praia, o grupo tendo escapado com sucesso da Torre e da horda enquanto ela estava inconsciente. Eles se preparam para abandonar o Texas enquanto a horda queimando no incêndio na Torre está poluindo o ar além do que eles podem sobreviver. Alicia tem alucinações ao ver uma jovem mascarada, a quem persegue. Alicia está convencida de que vai morrer enquanto a garota revela que sobreviveu a uma mordida de zumbi. A garota diz a Alicia que precisa encontrar seu amigo, que Alicia mais tarde percebe ser Strand. Alicia encontra Strand em desespero após a perda de sua Torre e daqueles com quem ele se importa. Alicia e Strand estão preparados para morrer, mas Alicia o convence a voltar ao grupo depois que ela descobre que a garota com quem ela está falando é na verdade ela mesma. Alicia faz contato com Morgan, que está à deriva no Golfo do México e acha que PADRE pode ser real. Temendo morrer no mar e reanimar, Alicia se recusa a se juntar ao grupo enquanto eles se preparam para zarpar e se despede, dizendo a Strand que o ama antes de desmaiar. Algum tempo depois, ela acorda, totalmente curada de sua infecção, e diz a sua alucinação que ajudará as pessoas que procuram por PADRE enquanto se dirige para as ruínas da Torre. |              |                                                 |                       |                                               |                        |                     |
| 101 | 16           | "Gone" "(Se foi)" (BR)                          | Sharat Raju           | Andrew Chambliss & Ian Goldberg               | 5 de junho de 2022     | 0.71                |
| Morgan chega à costa na Louisiana e é resgatado de um pelotão por Madison Clark, que sequestra Mo e a entrega ao PADRE. Tendo sobrevivido ao incêndio do estádio com danos nos pulmões que a obrigaram a usar um tanque de oxigênio, Madison foi recrutada pelo PADRE para sequestrar crianças com a promessa de ajudá-la a encontrar Nick e Alicia em troca; ela acabou decidindo esquecê-los devido aos atos que cometeu. Depois de perceber quem é Madison, Morgan mente que pode levá-la para seus filhos se ela o levar até Mo. Precisando de outro bebê para trocar por Mo, Morgan e Madison convencem Ava, uma sobrevivente grávida, a aceitar a oferta de segurança de PADRE. Morgan admite a verdade sobre o destino de Nick e Alicia para Madison, enquanto é revelado que Ava fingiu sua gravidez para entrar no PADRE e encontrar sua filha desaparecida. Morgan é forçado a entregar Madison ao pelotão, que a enterra na areia para se afogar na maré alta. Morgan resgata Madison antes que eles descubram que o pelotão foi morto por PADRE. Madison concorda em ajudar Morgan a resgatar Mo. Se passando por outro Coletor, Morgan oferece a localização de seu grupo ao PADRE, e ele e Madison são vendados e levados a um navio para transporte ao PADRE. |              |                                                 |                       |                                               |                        |                     |

## Produção
Em 3 de dezembro de 2020, a série foi renovada para uma sétima temporada.

### Elenco
Em julho de 2021, foi anunciado que Sydney Lemmon retornaria à série como Isabelle. Lemmon apareceu pela última vez na quinta temporada da série, mas fez uma aparição apenas com voz na sexta temporada. Em setembro de 2021, foi confirmado que Aisha Tyler se juntou ao elenco em um papel desconhecido. Tyler já dirigiu um episódio da sexta temporada. Em dezembro de 2021, foi confirmado que Kim Dickens iria reprisar seu papel como Madison Clark nesta temporada e na oitava temporada. A sétima temporada é a última a apresentar Alycia Debnam-Carey, pois ela confirmou sua saída da série após a transmissão do décimo quinto episódio da temporada. Ela declarou: "Decidi que era hora de seguir em frente como atriz e como pessoa".

### Filmagens e roteiro
A produção começou em abril de 2021 no Texas. Os membros do elenco Lennie James e Alycia Debnam-Carey dirigiram episódios da sétima temporada. James já dirigiu um episódio na temporada anterior e Debnam-Carey fez sua estreia como diretora nesta temporada.
O showrunner Ian Goldberg descreveu a sétima temporada como uma "história ocidental do apocalipse zumbi nuclear", afirmando:

"O mundo mudou. A paisagem agora mudou. Temos várias ogivas nucleares que detonaram, então isso vai mudar tudo. Isso vai mudar os caminhantes, vai mudar as condições de vida, vai mudar tudo sobre como nossos personagens navegam neste mundo. Justamente quando eles descobriram como lidar com o apocalipse, agora temos outro apocalipse em cima daquele em que eles vivem."

## Estreia
A temporada estreou em 17 de outubro de 2021, e consiste em 16 episódios.

## Recepção

### Audiência
| №  | Título              | Exibição original      | Rating/share (18–49) | Audiência (em milhões) | DVR (18–49) | Audiência em DVR (milhões) | Total (18–49) | Audiência total (em milhões) |
| -- | ------------------- | ---------------------- | -------------------- | ---------------------- | ----------- | -------------------------- | ------------- | ---------------------------- |
| 1  | "The Beacon"        | 17 de outubro de 2021  | 0.3                  | 1.09                   | N/A         | N/A                        | N/A           | N/A                          |
| 2  | "Six Hours"         | 24 de outubro de 2021  | 0.2                  | 0.96                   | 0.2         | 0.57                       | 0.4           | 1.53                         |
| 3  | "Cindy Hawkins"     | 31 de outubro de 2021  | 0.2                  | 0.87                   | N/A         | N/A                        | N/A           | N/A                          |
| 4  | "Breathe with Me"   | 7 de novembro de 2021  | 0.2                  | 0.73                   | N/A         | N/A                        | N/A           | N/A                          |
| 5  | "Till Death"        | 14 de novembro de 2021 | 0.2                  | 0.93                   | N/A         | N/A                        | N/A           | N/A                          |
| 6  | "Reclamation"       | 21 de novembro de 2021 | 0.2                  | 0.88                   | 0.1         | 0.59                       | 0.3           | 1.47                         |
| 7  | "The Portrait"      | 28 de novembro de 2021 | 0.2                  | 0.94                   | 0.1         | 0.50                       | 0.3           | 1.44                         |
| 8  | "PADRE"             | 5 de dezembro de 2021  | 0.2                  | 0.84                   | 0.1         | 0.54                       | 0.3           | 1.38                         |
| 9  | "Follow Me"         | 17 de abril de 2022    | 0.2                  | 0.84                   | 0.1         | 0.44                       | 0.3           | 1.27                         |
| 10 | "Mourning Cloak"    | 24 de abril de 2022    | 0.2                  | 0.79                   | 0.1         | 0.42                       | 0.3           | 1.16                         |
| 11 | "Ofelia"            | 1 de maio de 2022      | 0.1                  | 0.74                   | N/A         | N/A                        | N/A           | N/A                          |
| 12 | "Sonny Boy"         | 8 de maio de 2022      | 0.1                  | 0.72                   | N/A         | N/A                        | N/A           | N/A                          |
| 13 | "The Raft"          | 15 de maio de 2022     | 0.1                  | 0.74                   | N/A         | N/A                        | N/A           | N/A                          |
| 14 | "Divine Providence" | 22 de maio de 2022     | 0.1                  | 0.66                   | N/A         | N/A                        | N/A           | N/A                          |
| 15 | "Amina"             | 29 de maio de 2022     | 0.1                  | 0.60                   | N/A         | N/A                        | N/A           | N/A                          |
| 16 | "Gone"              | 5 de junho de 2022     | 0.1                  | 0.71                   | N/A         | N/A                        | N/A           | N/A                          |